# Gabdrachman Kadyrow
Gabdrachman Fajzurachmanowicz Kadyrow, ros. Габдрахман Файзурахманович Кадыров (ur. 27 stycznia 1941 w  Szaturze, zm. 31 lipca 1993 w Soczi) – radziecki żużlowiec pochodzenia tatarskiego; związany z miastem Ufa w Baszkirii, podarował polskim żużlowcom Czapkę Kadyrowa.
Przez wiele lat należał do ścisłej czołówki radzieckich żużlowców. W 1967 r. zdobył w Malmö brązowy medal Drużynowych Mistrzostw Świata. Wielokrotnie startował w eliminacjach Indywidualnych Mistrzostw Świata, sześciokrotnie awansując do półfinałów kontynentalnych (najlepszy wynik: Bydgoszcz 1970 – IX miejsce).
Największe sukcesy w karierze odniósł w wyścigach motocyklowych na lodzie. Ośmiokrotnie zdobył medale Indywidualnych Mistrzostw Świata: 6 złotych (1966, 1968, 1969, 1971, 1972, 1973), srebrny (1970) oraz brązowy (1974).
Po śmierci został pochowany w Ufie.